# Pieter Carel Schooneveld
Pieter Carel Schooneveld (Amsterdam, 13 mei 1788 - 's-Gravenhage, 18 mei 1853) was een Nederlands politicus.
Schooneveld was een Haagse advocaat en Tweede Kamerlid, in wiens huis in 1844 vernieuwingsgezinde Kamerleden onder leiding van Thorbecke bijeenkwamen om over Grondwetsherziening te praten. Hij was een onafhankelijk (oppositioneel) Tweede Kamerlid. In 1829 niet herkozen, maar in 1840 buitengewoon lid van de Tweede Kamer, en daarna twaalf jaar gewoon lid. Steunde in 1844 het in behandeling nemen van het voorstel van de Negenmannen, maar was zelf geen mede-initiatiefnemer.